# Аппер-Назарет Тауншип (округ Нортамберленд, Пенсільванія)
Аппер-Назарет Тауншип (англ. Upper Nazareth Township) — селище (англ. township) в США, в окрузі Нортгемптон штату Пенсільванія. Населення — 8127 осіб (2020).

## Демографія
Згідно з переписом 2010 року, у селищі мешкала 6231 особа в 1944 домогосподарствах у складі 1562 родин. Було 2025 помешкань
Расовий склад населення:
| - 93,1 % — білих - 2,2 % — чорних або афроамериканців - 1,9 % — азіатів - 0,1 % — корінних американців - 1,1 % — осіб інших рас |

До двох чи більше рас належало 1,5 %. Частка іспаномовних становила 3,9 % від усіх жителів.
За віковим діапазоном населення розподілялося таким чином: 25,1 % — особи молодші 18 років, 55,1 % — особи у віці 18—64 років, 19,8 % — особи у віці 65 років та старші. Медіана віку мешканця становила 42,2 року. На 100 осіб жіночої статі у селищі припадало 86,3 чоловіків;  на 100 жінок у віці від 18 років та старших — 80,8 чоловіків також старших 18 років.
Середній дохід на одне домашнє господарство  становив 101 518 доларів США (медіана — 94 167), а середній дохід на одну сім'ю — 112 901 долар (медіана — 102 396). За межею бідності перебувало 3,4 % осіб, у тому числі 3,0 % дітей у віці до 18 років та 11,9 % осіб у віці 65 років та старших.
Цивільне працевлаштоване населення становило 3137 осіб. Основні галузі зайнятості: освіта, охорона здоров'я та соціальна допомога — 23,4 %, виробництво — 17,0 %, роздрібна торгівля — 12,5 %, фінанси, страхування та нерухомість — 10,6 %.